# Job en zijn musicerende vrienden

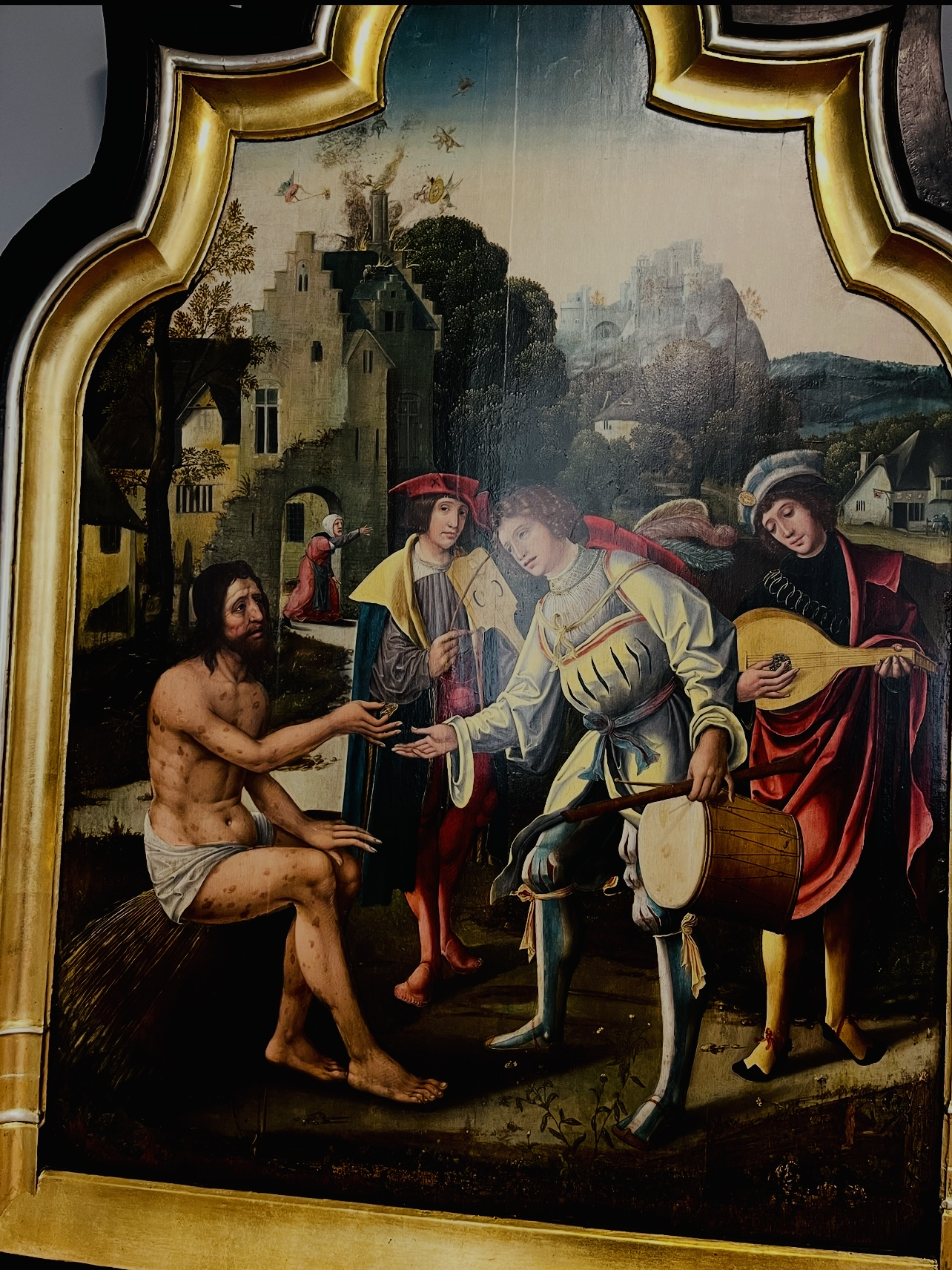
Job en zijn musicerende vrienden – Meester van 1518, ca. 1520, olieverf op paneel, Muzeum Narodowe, Wrocław

Job en zijn musicerende vrienden is een kunstwerk van de Zuid-Nederlandse schilder bekend als de Meester van 1518. Het werd geschilderd rond 1520 en toont de Bijbelse figuur Job, omringd door vrienden die – volgens het verhaal uit het Boek Job – zijn lijden proberen te verklaren.

## Beschrijving
Job is centraal afgebeeld, zittend in een verstilde houding, terwijl zijn vrienden hem omringen en musiceren. Hun instrumenten en gebaren vormen een contrast met Jobs zwijgende innerlijke kracht. De stijl vertoont laatgotische detaillering met invloeden uit de Italiaanse renaissance, zichtbaar in de compositie en emotionele diepgang.

## Kunstenaar
De Meester van 1518 was actief in Antwerpen tussen circa 1510 en 1530. Zijn werk wordt gekenmerkt door religieuze thema’s, rijke symboliek en een verfijnde schildertechniek. Hoewel zijn echte naam onbekend is, wordt hij geïdentificeerd aan de hand van een aantal werken met overeenkomstige stijlkenmerken, waaronder dit schilderij.

## Symboliek
Het werk is meer dan een Bijbelse illustratie: het verbeeldt de stilte van een man die, ondanks lijden, innerlijke rust en geloof behoudt. Muziek, die normaal troost biedt, weerspiegelt hier een spirituele afstand — een visuele metafoor voor het onvermogen van de mens om het lijden volledig te begrijpen.